# Daniele Garrone
Daniele Garrone (* 22. Juni 1954 in Perosa Argentina) ist ein evangelisch-waldensischer Theologe und Alttestamentler.
Garrone besuchte die Scuola Ebraica, eine Privatschule in Trägerschaft der jüdischen Gemeinde von Turin. Nach dem Abitur (Maturità scientifica, 1973) studierte er von 1974 bis 1978 und von 1979 bis 1980 Evangelische Theologie an der Fakultät der Waldenser in Rom, unterbrochen von einem Auslandsstudienjahr 1978/79 an der Universität Heidelberg.
Nach seiner Ordination war er Pastor der Waldenserkirchen von Mailand und von Cinisello Balsamo. Seit 1988 ist er Professor für Altes Testament an der Theologischen Fakultät der Waldenser in Rom. Seine Forschungsschwerpunkte sind die neue Pentateuchkritik und der jüdisch-christliche Dialog.
Garrone war Mitübersetzer des Alten Testaments in die moderne italienische Sprache und verantwortete in diesem Projekt, das von 1976 bis 1984 lief, die Übersetzung der Königsbücher und des Hohenliedes.
Garrone ist Mitglied der theologischen Beraterkommission der Tavola Valdese für die ökumenischen Beziehungen. Er ist Vizepräsident der Gesellschaft für jüdisch-christliche Freundschaft in Rom. Er ist außerdem Präsident der italienischen Bibelgesellschaft.
Daniele Garrone ist verheiratet mit Maria Bonafede.